# Дробњаци
Дробњаци су српско старохерцеговачко племе које је ушло у састав Црне Горе 1878. године. Појам Дробњак се први пут помиње као презиме (Бран Дробњак) 1354 године а као област 1390. године. Племе су основали: Вуловићи, Ђурђићи, Косорићи, Томићи и Церовићи, који су се у 16. вијеку доселили из Бањана у катуне у Дробњак.
Дробњаци, расељавајући се, носили су то име са собом. Тако назив Дробњак, Дробњачки налазимо: у Лици, на Гласинцу на Романији, у Рисну, у околини Београда, у Подрињу, у порјечју Западне Мораве, у Кузмину и Вучитрну, као презиме. У Бањанима као име мјеста (Дробњачка међа). У Скопској Црној Гори, (као име села), на Косову се читав крај између Штимља и Неродимља зове Дробњаци, У Ибарском Колашину насељени су Дробњаци и тако се зову. Такође као презиме око Пријепоља и Новога Пазара. Око Нове Вароши као Дробњаковићи.
Племе Ускоци и нарочито племе Шаранци у ширем смислу спадају у Дробњаке, иако се воде као посебна племена.

## О имену
Д. Ж. Братинић забележио је ово предање 1883.године у свом путопису, Из Никшића на Горанско: У 16. веку Реџеп (Хоџа) Паша, царев сестрић ударио је са војском у Дробњак. Дробњаци разбише турску војску, а сам паша погибе у бици. Да би се извадили код султана због пораза, Турци извадише дроб (унутрашње органе) паши и закопаше у земљи како би остао на месту погибије. А тело пренесоше у цареву џамију у Сарајево где га сахранише. По овом дробу пашином које је закопано у племену, племе је добило име Дробњаци.
Личност Реџеп (Хоџа) Паше не налази се у познатим историјским изворима. Неки истраживачи бележе да је тај турски великаш у ствари Гази Хусрев- бег, за ког постоје јасни историјски извори да је био сестрић турског султана Селима I, да је погинуо 1541.године у Црној Гори и да је његово тело сахрањено у Сарајеву у његовој задужбини Гази Хусрев-беговој џамији (Бегова џамија).
Салих Сидки Хаџихусеиновић Мувектит исламски историчар Босне записао је сличну причу: Гази Хусрев-бег је године 948. (1541/42) кренуо на Црну гору да казни побуњенике. За вријеме борбе пао је као шехид од руке једног невјерника из племена Куча. Према ономе што се преноси с кољена na кољено, на том мјесту је покопана утроба умрлог, па је мјесту остало име Дробњак, који се и данас тако зове. Његово тијело, Богом помиловано, покопано је у часном турбету које је подигао у Сарајеву, нека га Бог помилује. (Muvekkit, 125).
Но ово предање о имену Дробњак, се не слаже са историјским изворима, јер Константин Јиречек преноси како је у дубровачким архивима за период од 1392. до 1436. године нашао доста уговора са поносницима (караванским превозницима) понајвише Дробњацима који су превозили робу из Дубровника за Брсково у Србији. Као што се из овога види име Дробњак је старије од турског периода, те да је народ, по речима историчара и етногеографа Светозара Томића, неко старије предање пренео у турско доба, како то обично има обичај да чини. Такође по дубровачким изворима Дробњаком се може сматрати и област кроз коју су пролазили каравани на путу из Дубровника ка унутрашњости средњевековне Србије, те се у том случају Дробњак може сматрати и географском одредницом, а становници Дробњака Дробњацима.
Реч дробњак неко повезује са грчком речи дромос (δρόμος) што значи пут, друм.

## Територија
Племе се налази на северо-источној страни старе Херцеговине, односно на северу данашње Црне Горе.
На истоку су племена Шаранци и Горња Морача, на југу Никшићка нахија, на западу река Пиве и на северу река Таре. Главни пут који је ишао кроз дробњачку племенску област дугачак је, како С.Томић наводи, 10 сати пута и простире се правцем југ-север. То је пут који и данас везује Никшић и Пљевља. Тај пут се помиње још у средњем веку, као пут који је повезивао Котор са Пожегом преко Оногошта (Никшића) и Пљеваља и ишао је преко Дробњака. Од овог пута одвајао се један споредни пут који је повезивао старо Брсково са Котором. Светозар Томић у својој детаљном опису географских одлика, дробњачку област дели планином Ивицом на 2 дела:
1. прави Дробњак - корито
2. jезера

Корито је увала између планина испресецана рекама и косинама а Језера су висораван између планина Дурмитора, Ивице, Сињајевине и реке Таре.

## Настанак племена
О најстаријим становницима дробњачким историчар Светозар Томић 1902. године бележи да се не зна ко су и да о њима нема трага. С обзиром да је област дробњачка планинска и са свих страна затворена планинским венцима, Томић претпоставља да се о њу нико није отимао, ако је уопште била настањена пре доласка данашњих Дробњака. Зна се само да су племе Кричи-Кричкови држали област Језера, а да је прави Дробњак- тј.корита била слабо насељена. У 14. вijeku еку дубровачки извори помињу Дробњаке, поноснике (превознике) који су на коњима преносили робу из Дубровника ка средњевековном Брскову. По планинама Ивици и Дурмитору постојали су катуни на које су се издизали Бањани, а које средњевековни путници описују као пастире на оном месту где су данашњи Бањани.
Сталног становништа осим поменутих Дробњака- поносника није било, а који су се раселили доласком Турака и престанком трговачких каравана између Дубровника и средњевековне Србије. Како С.Томић 1902.године бележи, по казивању да осим 4 куће које су постојале приликом доласка предака данашњих Дробњака, сталног становништа у области коју назива прави Дробњак -корита није било. Те четири куће су Милашиновићи на Превишу, Ђукићи на Кутњој Њиви, Курепи-Курепови на Тушини и Вуковићи-Мољњевићи на Добрим Селима. Те да је из ове 4 куће цео Дробњак ватру пренео. Њихови потомци се тиме веома поносе и када им неко приговори да се не зна који су и одакле су, да му одговоре : шта ти говориш, кад си из наше куће ватру однео те у својој пропирио. Сви остали су дошљаци, те да се зна ко је одакле дошао и приближно када је дошао. Јер нигде као у том крају није српска традиција тако жива. Стари српски обичаји, патријахални живот, племенске особине и уопште особине српског народа нису нигде толико у целости очуване као у Дробњаку. Све је то пас-пасу (колено-колену) у лепим причама, досеткама, анегдотама и обичајима предавао. Наводи С.Томић у својој антропогеографској студији.
По једној општој причи која се у свуда у племену исто прича. Након горе поменутих старинаца, први су дошли Вуловићи, Ђурђићи, Косорићи, Томићи и Церовићи, опприлике средином 16.века (С.Томић наводи пре оквирно 350 година, а наведену антрополошку студију је радио 1898.године): из Рудина у близини данашњег Никшића, односно из области племена Бањана. Међутим њихово порекло није из Рудина. Како даље предање говори они су из Босне. Падом Босне под Турке (1463.) многе су се српске породице селиле са дедовских огњишта немогавши да издрже турске притиске и зулуме.Нарочито је притисак био велики над становништвом које је живело у градовима и у близини градова. Зато су се наведених 5 породица и још једна, које су живеле у близини Травника, спаковале са свиме што су имали и потражили ново место за живот, спустивши се јужније према Херцеговини. У Рудинама им је једно време било мирно, с обзиром да је планинско подручје и да нема у близини тада већих градова. Скућили су се и засновали нова насеља. Ђурђићи се населише у Ђурђевом Долу, Томићи у Дукату, Церовићи у Церовици,итд, а шеста породица која је дошла из Травника са њима, Његуши под планином Његош. С обзириом да су Рудине планинско подручје које није близу градова херцеговачких, Турци им нису сметали. Међутим када су Турци освојили и област Херцеговине, дођоше и до Оногошта (данашњи Никшић) где подигоше велику кулу, а како би га повезали са другим херцеговачким градовима, направише пут од Мостара до Оногошта који је ишао покрај самих Рудина. Те опет угрожени од Турака, одлучише да се селе даље. Питање је било где се даље селити. Знали су да Бањани излазе на катуне по Дробњаку и да тамо има доста пусте земље. Међутим поделише се. Ка Дробњаку се исели наведених 5 породица док се шеста Његуши одселила ка Црној Гори и Његушима који се због њих тако прозваше. Све ове породице, како оне у Дробњацима тако и она у Његушима имају исту Славу Светог Ђорђа (Ђурђевдан) и исту Преславу Светог Николу.
Ових 5 породица Вуловићи, Ђурђићи, Косорићи, Томићи и Церовићи које се настанише у Дробњаку, биле су веома снажне. Населили су се на 5 места и тиме основали 5 села. Њих су како дошљаци тако и староседеоци слушали. Једна од њихових првих одлука је била да свако мора славити за Славу Светог Ђорђа, а ко не слави не може бити део племена дробњачког и тиме бива прогоњен из племена. Ова племенска институција -обавеза слављења Светог Ђорђа као Славе је постојала до средине 19.века. Друга група досељених, која је по досељењу мало млађа, су : Караџићи који долазе из Бањана, а по некима из Васојевића, где постоји Караџина Глава. Затим Јакшићи (који се зову и Јауковићи) из Бањана. И Абазовићи из Подине у Рудинама. Затим дођоше Калабићи из Трепача из Бањана и Пејановићи из Црмнице. Од ових десет породица може се рећи да је настало цело дробњачко становништво. Било је и доста касније досељеника из Никшића, од преко Таре и из Пиве.

## О племенском животу и организацији племена

### Управа
Два пута годишње племе је имало збор. У јесен на Митровдан, на Беришиној луци у Шавнику, а у прољеће о Ђурђеву дан, на Зборној главици у Горњој Буковици. Племенском збору су присуствовали сви мушкарци који су носили оружје, и сви они су имали право гласа. На збору су решавана крупна племенска питања: одређивање граница између села, катуна, решавана питања појила, испаша и шума, биран племенски Суд, племенски Кнез и војводе, изасланици, таоци и сл. Избор кнежева (племенског вође) и војвода (војног вође) потврђивао је, најчешће, Султан ферманом, босански Везир или скадарски Везир, зависно од сплета околности и административне подјеле територије којој је Дробњак припадао. Било која турска потврда ових наименовања за племенике није значила ништа, јер су они могли смијенити кнеза и војводу ако се огријеше о моралне норме понашања, а да за то не траже ничију сагласност, као што не траже ни за постављење. Та потврда је била само нека врста легитимације, одређеној личност, која је пред турским властима заступала племе.

### Подела земљишта
Сво земљиште је припадало искључиво Дробњацима. Чак 1902.године C.Томић наводи да је још увек сво земљиште дробњачко и да нема ни државног обрадивог земљишта нити државних пашњака.
У Дробњаку су постојала 2 врсте власништва над земљиштем : бабовина (приватно земљиште) и комунице(заједничко племенско или заједничко сеоско земљиште).
Приватно земљиште се могло стећи само наслеђивањем или куповином (куповица). Много су се теже Дробњаци одрицали наслеђене земље него куповице. Једино ако би се човек исељавао из села и престајао да буде сељак, продавао је наслеђено земљиште, у другим случајевима готово никад. Наслеђивањем бабовине припадник племена добијао је и сва сеоска и племенска права у одлучивању. Уколико отац искључи сина из наследства, син губи комунско право и може га повратити исто као и дошљак, куповином земљишта.
Учешће у комуницама (заједничком земљишту): Свако домаћинство са једним домаћином, без обзира на број чланова, имало је једнак удео у сеоским комуницама, а села у племенским комуницама. Дељењем домаћинства и приватног земљишта на више наследника, сваки наследник добија једнак удео у комуницама. Што значи да је бабовина (власништво над приватном својином) пратила и право у комуницама. Сељак од сељака из истог села може купити сву приватну имовину и земљиште, али му то није давалао додатни удео у комуницама. То је забрањивало комунско право. У комунице су спадале углавном горе, шуме, испаше и млинови. оне припадају свим домаћинствима подједнако и нико их не може отуђити. Ако се неком и дозволи да подигне кућу на комуници, то се сматрало привремено и тај је зависио је од воље племеника или села. Који су могли увек да га помере са те земље, ако одлуче.
Настанак комуница. Први досељеници настанили су се на појединим местима (селима) и заузели онолико земље колико им је било потребно за окопавање. Сва остала земља била је општа, заједничка. Те земље било је доста. Јер су се прва села састојала од 2-3 куће. Са умножавањем становништва новим досељавањем и природним прираштајем али и повећањем броја стоке, тог општег земљишта је било све мање. Како су се нека села брже увеећавала од других било је потребно и да се утврде границе између села, како би свако село имало своје комунице. Тако су многе племенске комунице издељене на сеоске. Пошто су се села одвојила једна од других тада и сељаци осетише потребу да знају границе својих имања. Тако су почели да деле земљу по домаћинствима,само ону која се обрађивала, а од све остале насташе сеоске комунице.
Коришћење млинова се делило такође на домаћинства. И сваки је домаћин знао свој ред (дан и време) када долази у млин да меље своје жито.

### Новодосељени становници у племе
Новодосељени становници, дошљаци у племе морали су да испуне одређене услове како би добили комунска и племенска права као и староседеоци. А то је:
- да се престане звати именом које је донео и да се почне звати Дробњак, а да би се звао Дробњаком он је морао узети за крсну Славу племенску Славу Светог Ђорђа (Ђурђевдан), а своју славу коју је донео да слави као преславу.
- Само се могао уселити у племе на јемство неког племеника или као домазет (зет који је дошао на мираз).

Чак ако досељеник иноплеменик и купи земљу (куповицу) од неког Дробњака, он не добија одмах свој део у комуници, него је то морало да му одобри село, а на основу тога како се показао живећи међу њима.

### Типови села и куће
Села су била углавном разбијеног-шумадијског типа и делила су се на крајеве, који нису имали јасне границе Нигде није било више од 3 куће једне до друге. Растојање између кућа је било велико, чак и преко 600 метара. Други тип су била збијена села црноречког типа, где су куће биле близу али без икаквог реда поређане. Трећи тип су била села власинског типа, у којима су куће по групама размештене.
Куће у Дробњаку су биле велике, често на 2 боја (спрата), прилично истог изгледа. А могле су по својој грађи да буду кула (кућа зидана каменом, кречом и пржином-малтером), брвнара и проземљуша (кућа на земљи, која нема избу). Под кућом се сматрао објекат где чланови домаћинства живе током целе године. Остали објекти који су подизани су појата, стаја, колиба, савардак, кућара (пружина), трап и дрваник.

### Економија
Сточарство је одувек била главна привредна делатност у Дробњаку, због природе терена. Богатство се мерило количином стоке. Углавном су се гајиле овце. Обичним стадом неког домаћина сматрало се 50-80 оваца. Средњим 80-130, а било је доста домаћина који су имали 200-300 оваца. Извесни Гргур Вилотијевић на Дижинама имао је великих оваца 475, а све стоке укупно 1000. Жито се гајило само колико је потребно за сопствене потребе да се не би морало куповати. Гајио се Јечам, пшеница и раж. Од поврћа купус, пасуљ, бели и црни лук и кромпир након доласка ове културе. Сво ово поврће осим кромпира је слабо рађало и није за зиму остајало ништа.
Заната нити занатлија у племену није било тако да су сваки мушкарац и жена морали занати све да раде. Томић бележи да је на прелазу 19. у 20. век у целом Дробњаку било 2 кројача, 1 дрндар и 4 ковача и нико од њих није био из Дробњака. Постојала је строга подела на мушке и женске послове.
Мушки послови: око стоке, сена, жита. Сваки је сељак и дрводеља, столар, зидар и качар. Изузимајући судове и предмете од метала све остало су сељаци сами правили.
Женски послови: главна дужност им је све у кући да буде у реду и на време. Затим пластидба сена, рад око млека, рад са вуном, ланом и конопљом.
Дробњачки сељаци не иду никуд ван племена да раде. Ако им треба посао они га траже унутар села. И углавном су се најмили млади људи за чобане. Са најамником се поступало као са домаћим члановима. Они са осталим члановима домаћинства једу и седе.
Трговина се унутар племена обављала трампом-разменом. Купи се њива, а плати се воловима и кравама. Дажбине и порез који је народ плаћао били су почетку веома мали и то се давало у роду (натури). Касније када је настао харач (турски порез), давао се у новцу али и он је био незнатан. Новац им практично није био преко потребан.

### Број кућа (димова)
Бој домаћинстава је варирао, у нестабилнијим временима се смањивао, у мирнијим временима је бујао.
1851.године - У харачком тефтеру забележено је 301 кућа без целог села Петњица и без 4 ускочка села
1901.године - 1827 кућа
1927. године - било 40 насеља до 2.200 кућа са 14.000 до 15.000 душа
Дробњаци се могу сматрати највећим и најорганизованијим племеном.

## Борба за опстанак, ратовања и економски чиниоци

### Током Дугог рата
Сам крај 16. и почетак 17.века донели су нове изазове и страдања српском народу, његовим племенима у старој Херцеговини и Црној Гори, па тако и племену Дробњак. Ово су догађаји који су се одвијали у оквиру Дугог рата (1593-1606.) између Аустрије и Турске.
Након неуспелог Банатског устанка (1594), спаљивања моштију Светог Саве (1595), избио је и Херцеговачки устанак (Грданова буна) (1596-1597.), који је војно водио војдвода Грдан из племена Никшића, а помогао митрополит херцеговачки Висарион из манастира Тврдош У њему заједно са осталим херцеговачким племенима учествују и Дробњаци. Устанак је угушен јер је није стигла очекивана аустријска помоћ те је устаничка војска поражена од Турака на гатачком пољу 1597.године
Међутим борбени дух и искра слободе код слободних горштака никад није утихнула. Планови за нове устанке се настављају од стране војводе Грдана и патријарха српског Јована, а и Црна Гора показује све чешће своје незадовољство. Тако су Црногорци под вођством митрополита цетињскогРуфима (Рувима) победили вишетруко већу турску војску скадарског санџак бега који је дошао у Љешанску нахију Црне Горе, у бици на Љешкопољу 1604. године. А Дробњаци 1605.године побеђују Турке код дробњачког места Горња Буковица, на њихову Славу Ђурђевдан. Те се по некима ово наводи као разлог због чега су сви Дробњаци узели за Славу Светог Ђорђа. Међутим то је котрадикторно са податком да су ту Славу донеле у Дробњак, још у предходном веку, управо оних пет породица које се смтарају оснивачима племена. О самој бици 1605.године у којој су Дробњаци извојевали победу немамо много података. Турци су истог лета извршили одмазду, те су ухватили дробњачког воводу Ивана Калуђеровића, и у Пљевљима га погубили.

### Сукоб са Кричима
Након Дугог рата долази до периода релативног мира, што води и ка развоју племена. Становништво се увећавало, досељавањем али знатно више природним прираштајем. Уједно повећавао се и број стоке. Један од ралога повећавања броја стоке великом прогресијом је што се уместо новца користила стока као средство плаћања у међусобним трансакцијама. Куповина њиве се плаћала кравама и воловима. Куповина коња се плаћала овцама, сиром, вуном итд. Стога се стоке намножило и више што него што је требало за потребе домаћинства. Стока је постала средство плаћања унутар племена.То је довело и до проблема исхране стоке, јер се слободно земљиште за испашу смањивало на дробњачком кориту. Ако би се померили мало са испашом ван своје територије ушли би у сукоб са Кричима који су држали огромне пашњаке на Језерима и Бањанима који су и даље имали катуне. Зато су се Дробњаци на збору на Беришиној Луци договорили да прошире своју територију на Језера, а то се није могло без рата са Кричима.
Бој се догодио на Пољани ниже Томића чесме на врху Буковичке Горе. Ту су Дробњаци победили Криче, погубили им војводу Калоку и протерали их преко Таре. Ово се према С.Томићу догодило у другој половини 17 века. Историчар Андрија Лубурић, 1930. у својој књизи Дробњаци племе у Херцеговини, наводи да је било више војних сукоба са Кричима и пре а и после ове битке, али су сви јединствени да је овај на Буковичкој Гори био главни.и највећи. Неки аутори наводе и да је крички војвода Калока на превару убијен. Постоји мрамор (надргобни камен) кричког војводе на Буковичкој Гори. Топоними који говоре о некадашњем кричком присуству су Кричко поље на Језерима, а на Сињајевини Кричачко лоље.

### Ширење на Језера
Након птротеривања Крича, Дробњаци добише нове велике области пашњака и ливада на Језерима, те сточарство добија нови замах. Градили су се савардаци и торине, а на крају ливада катуни са колибама. Временом, изградњом стаја стока је целе године могла боравити на Језерима. Али са одласком оваца из села по дробњачком кориту сеоска земља постаде мање плодна, те су приноси у житу били знатно слабији.

Жито се није могло набављати са стране, због међуплеменских сукоба и свађа, а и због недостатка новца ког у народу није било много. Како би решили ову оскудицу почињу да ору торове и катуне на Језерима и тамо да саде жито. Са пребацивањем главних привредних делатности на Језера долази и до услова за стално насељавање ове области. Међутим до њега у знатној мери није дошло све до 1863. због сталне опасности од турских упада. Куће, села и нејач биле би у том случају лак плен на Језерској висооравни у случају продора турске коњице.
Скоро цео 18. и већи део 19. века карактеришу стални већи или мањи сукоби и ратови херцеговачких, брдских и црногорских племена са Турцима.

### Сукоб са Ченгићима и убиство Смаил-аге
Дробњаци као племе са својом племенском облашћу имали су одређену аутономију, која се односи на живот унутар племена,а коју су извојевали својим храбрим и упорним супростављањем Турцима све од досељавање на тај простор. Али као и друга српска племена простора старе Херцеговине, старе Црне Горе и Брда, они нису имали пуну државну и народну слободу. Дробњак као област је био део Херцеговачког санџака, управне јединице у оквиру Османског царства, и племе је имало обавезу плаћања пореза царству (харача) који се одређивао на основу броја домаћинстава. Ти харачи су често били један од предмета сукоба између српских племена и локалних турских власти. Јер племена су често одбијала да плате данак, док су Турци радо чекали такав одговор како би имали разлог да се обрачунају са увек непокорним и бунтовним племенима.
Смаил-ага Ченгић, муселим (обласни управник) гатачки, пивски и дробњачки, најавио је 1840. Дробњацима да ће доћи у њихово племе да покупи харач који није плаћан последње 4 године. Смаил-ага је био из чувене беговске босанско-херцеговачке породице Ченгић и важио је за првог јунака Османског царства, прославивши се у многим биткама од Србије до Египта, за шта га је Султан даривао највећим војним почастима. Нарочиту славу стекао је у боју на Грахову 1836. где је потукао црногорску војску и погубио неколико Петровића, братсвеника владике Петра II Петровића Његоша, господара и митрополита Црне Горе. Владика Његош се зарекао да ће му се осветити и сматрао је Смаил-агу за највећег непријатеља. Ово је и био разлог зашто Смаил-ага није залазио у Дробњак 4 године, из предострожности због добрих веза између Дробњака и Његоша.
Дрбњачки прваци на тајном састанку одлучише да убију Смаил-агу када дође по порез. О томе су писмом известили владику Петра Његоша, а другим писмо позвали Морачане и дробњачке Ускоке, са којима су били у добрим односима да им се придруже. Његош се томе веома обрадовао и обећа да ће одмах послати помоћ у оружју те да ће утицати на Морачане да се придруже акцији. Његош је нарочито рачунао на морачког војводу Мину Радовића.
Смаил-ага Ченгић се кретао према Дробњаку са 500 добро наоружаних коњаника и нешто послуге, уз пут чинећи разна злодела. У непосредној Ченгићевој пратњи били су Ахмет Баук, Елез Ђечевић и Оџа Мушовић из Никшића.Знајући да на оволику добро опремљену и припремљену турску војску не могу ударити директно, план је био следећи. Да дробњачке главешине кнез Хамза, војвода Шујо Караџић и Филип Жугић изађу пред Смаил-агу не би ли га успорили, умирили и на превару покушали да уведу дубље у Дробњак, а да за то време Новица Церовић, један од главних зевереника, окупи Морачане и Ускоке са Дробњацима како би ударили на Турке у одређеном моменту. Када дробњачке главешине изађоше испред аге да га дочекају, он упита да ли су донели харач. На то се они почеше правдати да су сакупили део, али да се народ осилио временом па да неће да плаћа. Те да је најбоље да он са њима крене ка селима, па кад народ види да они главешине долазе са толиком турском војском, платиће одмах све што треба па и више.
Смаил-ага је био подозрив према овом предлогу, те је тражио да у његовој личној пратњи као гаранција буду дробњачки војвода Шујо Краџић и кнез Хамза којима је веровао. Турска војска је стигла код села Мљетичак 04.октобра (22. септембра по јулијанском календару) 1840.године и ту се улогорила. Крај самог Ченгићевог шатора поред Турака стражарили су Мијо Годијељ с Годијеља, Димитрије Ковијанић с Пошћења и Милић Томић с Превиша, три најбоље нишанџије у племену, с наређењем, да они, чим нападну ускоци и Морачани и почне бој, убију Ченгића. После извесних неспоразума између Дробњака и Морачана око вођства, војска је кренула и на један сат пред зору напала Турке. Турци су се збунили. Ченгић је погођен од пушака из његове најближе околине. Дробњаци и војска су се измијешали и почели полусањиве Турке гонити и убијати. Том приликом погинуо је 81 Турчин. Њихове главе су однесене у Тушину и Морачу, а Ченгићева глава коју је посекао Мирко Алексић однели су Мирко Алексић, Новица Церовић и још неколико Ускока на Цетиње владици Његошу.
Овај познати историјски догађај је у нешто измењеном облику описан у спеву Ивана Мажуранића Смрт Смаил-аге Ченгића.
Смаил-агин син Дервиш-ага Дедага Ченгић се зарекао да ће жестоко осветити оца. Те је сакупивши велику војску већ у јануару 1841. ударивши на Дробњак, потукао Дробњаке и Морачане. Попалио је многа села и посекао 170 глава, са којима је, вративши се у Гацко, окитио мезар (гроб) свог оца Смаил-аге.

### Дробњаци током Херцеговачког устанка (1852-1862)
Не зна се да ли је током целе историје овог племена било тежег периода, али на основу оног што знамо шеста деценија 19. века донела је највеће страдање али и највеће прегнуће овог никад покореног племена.
Херцеговачи устанак Луке Вукаловића из околине Требиња, је назив за више устанака који су вођени у периоду 1852-1862 на простору Херцеговине. Устанак је помагала Црна Гора која је водила црногорско-турски рат 1852-1853, а и након закључења мира и даље помагала и потпиривала увек ратоборна херцеговачка племена.
Узрок устанка је био покушај турских власти да разоружају немуслиманско становништво Херцеговине, јер је стање у источној Херцеговини горело од бунта. Отежавајућа околност за Дробњаке је представљала чињенице да су Турци успели да заробе велики број угледних водећих људи који су били таоци, заточени у тамници у Мостару. Иста ситуација је била и код Шаранаца. Такође су Турци покушали да на превару ухвате и Ускоке као таоце. Пошто Дробњаци одбише све позиве да предају оружје, Турци са великом војском нападоше на Дробњак као и друга непокорна племана Шаранце и Ускоке. Ситуација је била толико критична да је и остарели некадашњи дробњачки војвода Шујо Караџић ишао у борбу. Затварали су се у пећине где су пружали отпор док их Турци нису димом или глађу натерали да се предају. На крају су Турци заробили велики број главара и угледних устаника. Посебно се у одмазди истакао стари дробњачки крвник Дервиш-ага Дедага Ченгић.
```
Како Вук Поповић пише 
Вуку Караџићу
 из 
Котора
 (у трећу недјељу поста) 22. марта 1853. године, између осталог, и сљедеће: 
Дедага, Смаил-агин син, с 
аскером
 царским од уочи Божића још је у Дромјаке. Војску је растурио у пут по кућама и нико жив да је унио зелена батњака. Узео им је преко 300 леденица, и покупио остало оружје. Поватао главаре и пошље их у Нишиће, те тамо неке посијеци, а неке умори тешком тамницом. Водио их је босе и гологлаве и кад би кои запро у путу, стали би му ногама на плећи па би га посјекли. Примами их без оружја и посјече најприје 96, међу коима самијех је седам Церовића посјекао, и то све да освети оца! Узео им је готово све што су имали мала и смакао је свијех, што су му за прешу били, а остала је сама фукара! Ваши рођаци сад су у Морачи без никад ништа. Видак Грубач, ускок, ономадне ми је казао у Рисну, за све ове јаде дромјачке. Каза ми и за старца Шуја, да о злу мисли и с просјачином по 
Морачи
 живи.
```

1853. године проглашена је амнестија, али је око 2000 турских војника боравило у Дробњаку, становништво је морало да их храни и да их смешта по кућама. По Језерима почеше Турци да праве и карауле. Та 1853. је поред великих жртава у Дробњаку, Шаранцима и Ускоцима била и „гладна година“. Нарочито је тешка ситуација била у Ускоцима. Новица Церовић (Дробњак који је постао сенатор црногорски након убиства Смаил-аге Ченгића) у писму извештава председника црногорског Сената Ђорђија Петровића, да су несретни Ускоци на ивици да помру од глади, те да су кришом неки дали своје коње Дробњацима како би добили мало жита.
Многи се Дробњаци одмету у четовање те су настављали самосталне акције. Књаз Црне Горе Данило I Петровић захтијевао да поједине четовође престану са својим борбама. На то се није обазирао Окица Мијовић из Дробњака, па га је зато позвао у манастир Морачу Перо Петровић на разговор. Мијовић је дошао у манастрир, а Перо нареди да га стријељају, с образложењем да не жели да се окани четовања против Турака. Услед глади, безакоња и нестабилности било је и много разбојништава. Те се Дробњаци жале писмом Књазу Данилу како су поред Турака угрожени и од Ускока који их плене и плачкају, те да су и једног Караџића убили у кући.
Почетком 1857. године, након прекинутог примирја, у Дробњак се вратио Новица Церовић по налогу Књаза Данила и са 2000 Дробњака одмах кренуо у Пиву, гдје се турска војска налазила под командом Дервиш-паше и Дед-аге Ченгића. Дробњаци су ударили на Турке и однијели сјајне побједе на Рудиницама, на Манастиру, на Црквицама, на Закамену и на Заграђу.
У октобру месецу поново се дигао Дробњак, и турске власти су слале једну комисију из Мостара да га мири. Овај пут то није буна због оружја, већ због што нису више могли да трпе присуство турског башибозука - Арнаута, а који су били стационирани на Језерима ради чувања границе од Црногораца. Заједно са Шаранцима Дробњаци су ударили на турску кулу на Језерима. О томе А.П. Бутуњева, руског посланика у Цариграду обавештава из Сарајева конзул Александар Гиљфрединг 17.децембра 1857, како је депутација из Дробњака ишла у Сарaјево да се жали паши на насиље које трпе од албанског башибозука, а како турска управа није преузала ништа да спречи даље зло, Дробњаци су се сабрали и протерали башибозуке из својих села. Према руском конзуларном извештају, укупан број устаника у Дробњаку је око 1000.
Дробњаци и у децембру 1857. године настављају четовања ван својих територија. Њих двадесет четири предвођени Вулом Аџићем, Јованом Ружићем, Радулом Пекићем, Василијем, Вергом и Савом Лаковићем долазе у децембру 1857. године у Пивски манастир, гдје налазе Турке са муселимом Амидом Баковићем. Све их посјеку, изузев Амида, а он им побјегне. У овој борби погинуо је Сава Лаковић, барјактар гарде.20
```
Увиђајући реално стање у Дробњацима, 
Александар Гиљфердинг
 упознаје руско посланство у Цариграду и господина Бутењева 28. јануара 1858. године са захтјевима Дробњака 
да им се дозволи унутрашња аутономија и да се удаље турске власти
. 
Дробњаци су већ прихватили црногорски кодекс закона. Они су спремни плаћати данак султану, али не желе присуство Турака на својој територији, само желе оне исте привилегије које имају Васојевићи. Били би веома задовољни ако би се све могло регулисати на тај начин.
 
У том случају, да Порта прихвати њихове захтјеве, они ће прекинути сва војна дејства. Иначе, они не дјелују у координацији са требињском „рајом“.
```

Током целог овог периода, још од 1850. главни човек за кординацију између црногорског књаза и Дробњака је Новица Церовић, сенатор и бан црногорски. Тако он командује Дробњацима који током црногорске битке на Граховцу 1858. на простору Таре чине заштиту у случају продора турске војске из Пљеваља и Колашина.1858. након извршеног задатка Новица Церовић се враћа у Морачу, и одатле 3. јуна 1858. године обавештава књаза да су дробњачки главари, који су то жељели и прије, скупили нешто пара на брзину ради џебане, а и жеља им је да виде књаза, коме је популарност послије ове битке нагло порасла. Он их препоручује књазу: „да их научите како ће се владат и за сваку вашу заповијед биће ви вазда верни и у њих нема никако двострукости никога да познају само Бога и вашу Свјетлост“.
И поред примирја, чарке су на границама честе. Тако 13. јуна 1858. године 200 Дробњака, 200 Језераца и Шаранаца, Ускока и усташа 600, свега 1000 људи, крене из Неговуђе, ноћу између 13. и 14. јуна пређе Тару код манастира Аранђелова и нападне Турке у Ђурђевића Тари, Трешњевици и на катуни.

### Одлазак турака са Језера и успостављање сталних насеља на језерима, обрада земље
Турских чардака било је на Језерима до 1863.године, јер цео северни крај равних Језера од Пашине Воде до Тепаца био је Ченгића. Ченгићи су ту имали своје људе- чипчије (сељаке кметове) који су обрађивали земљу. Турци су због догађаја из предходног периода предосећали да никад мир на том подручју неће имати, те су Ченгићи продали своју земљу Ратковићу из Паљежа. Њиховим одласком почиње дробњачко насељавања Језера. Сваки млади домаћин који се од задруге одвајао правио је кућу на Језерима, а не у дотадашњим селима у у дробњачком кориту.
И они који су још имали куће у селу, зимовали су у стајама на Језерима, јер подвојеност у домаћинству на чобане и остале правила је дупли трошак. А и дробњачки сељак је волео да сви чланови породице једу заједно. Подвојености у задрузи није смело да буде. Сви заједно раде, сви заједно једу и живе. Ова економска начела подстакла су да сељаци напусте своја села и крену за овцама. Свега 10 година након истеравања Турака никла су читава села на местима некадашњих катуна на Језерима. С.Томић бележи да је до краја века на Језерима било 17 села, али су они и даље чинили једну целину са својом матицом. Гробље и црква су им заједнички. Становници тих нових насеља сматрали су се и даље становницима својих села из дробњачког корита одакле су дошли. Томић примећује да је ту процес потпуно другачији од процеса у Србији, где су се са одласком Турака сељаци спуштали са планина у ниже делове. Док су се Дробњаци ширили на веће висине, налазећи тамо боље земљиште за сточарство. Средња надморска висина села на Језерима је била 1460 м, а у дробњачком кориту (старом Дробњаку) 1.030 м. Али ни ове велике висине нити чињеница да је снег 1-2 метра дебљине прекривао земљу по 5 месеци њих није ни забрињавала нити плашила. Јер је и у селу Јаворје на 1498 м надморске висине пшеница могла да стигне да сазри и добро роди, како белези Светозар Томић.

### Ратови за ослобођење и присаједињење Црној Гори
Како је она подловћенска стара Црна Гора све више јачала она је постајала ослонац свим другим српским племенима Херцеговине, приморја и делова Старе Србије, а Цетиње пијемонт борбе за ослобођење од Турака.
Црном Гором од краја 17.века до 1851. владају Владике (митрополити) из братства Петровић-Његош, а од 1851. наследни кнез из династије Петровић. Након велике црногорске победе у боју на Граховцу 1858, све велике европске силе признају Црну Гору и подржавају званично разграничење Црне Горе са Турском. Граница која је после неколико комисија, дипломатских преговора и уз посредовање великих сила прихваћена крајем 1858.године, ишла је и кроз Дробњак. Мањи део територије припао је Црној Гори.
1875. избио је херцеговачки устанак српског народа познат као Невесињска пушка. Епицентар устанка био је у Невесињу, Билећи и Гацком, где нису постојала племена, а живот Срба под Турцима самим тим тежи. Убрзо се у устанак укључују и српска племена која су остала са турске стране црногорско-турске границе у Херцеговини.
Пивљани се одмах дигоше. У помоћ им прискочи из Дробњака Милутин (Милан) Ћеранић из Дубровског са својим друговима, те побише неке турске низаме (војнике) који су се налазили у Пиви. За недељу дана устаници освојише све турске карауле и касарне и протераше турске посаде из Пиве. У Дробњаку није било Турака. Како се стање у Невесињу мало примирило, Турци ударише на Пиву са правом турском војском Рауф-паше. Црна Гора није још била у рату са Турском, те није могла да интервенише. Али је зато све из Дробњака што је пушку носило, хитало да помогне Пивљанима. Пивљани и Дробњаци дочекају Турке на Равноме. Бој је био 30. и 31.октобра 1875. године на Гласовитој, више села Лисине. Бој је био жесток и водио се на смрт и живот. На крају се Турци повукoše натраг са великим губицима. У томе су боју Дробњаци и Пивљани отели Турцима два топа модела дебанж, и тај се бој може сматрати као прави почетак ратова 1875. и 1876 до 1878 године.
1876. Кнежевина Србија и Кнежевина Црна Гора објавише рат Турској. Један од праваца деловања црногорске војске је био у правцу Херцеговине.
1877. Туци упадоше на Језера у Дробњаку и попалише све на шта наиђоше.
1878. на Берлинском конгресу, Кнежевина Црна Гора и Кнежевина Србија, добијају међународно признање независности и територијална проширења. Тако је и Дробњак постао део Кнежевине Црне Горе. Даљи продор Црне Горе у дубину Херецговине, коју је сматрала својом интересном зоном није дозволила Аустро-угарска која окупира остатак Херцеговине и Босну на основу одредби Берлинског конгреса.

### Нови живот у држави Црној Гори
Уласком у државу Кнежевину Црну Гору 1875, заокружен је круг од 400 године племенског живота, обичајног закона, племенске свести, сурових правила,сталног оружаног стражарења над својим селом, а који су били изнуђени у тешким временима османског присуства.
Држава је сада замена за племе. Тако да је неминовно да оно што су чиниле племенске институције и структуре, сада замењују надлежности државних институција. Међутим свест о припадности племену остало је још дуго присутна у термининологији нове државе. Тако нпр у административном смислу држава се (1910) делила на области, а Дурмиторску област чини капетанија Дробњачка у Шавнику,капетанија Језерско-Шаранска у Жабљаку, капетанија Ускочка у Боану, капетанија Планина пивска у Пишче и капетанија Жупа пивска у Манастиру Пиви. Војска је организована по принципу бригада, а дурмиторску бригаду чине неколико дробњачких батаљона, шарански батаљон итд.
Административни центар Дробњака је постало место Шавник, које је настало 1861. и основали су га досељеници из других крајева Црне Горе и Херцеговине.То су били трговци, туфегџије и ковачи, занимања која су била неопходна дробњачким сточарима и ратницима. Изграђена је школа, основан капетански и обласни суд, пошта, телеграф и телефон, војна команда и црква.

## Дробњачка братства
Племе се делило на братства. Чланови братства су повезани пореклом. Нека братства настајала су временом одвајањем од других братстава, те су тако настајала друга братства са другим именом. Даљим исељавањем, дошло је и до промене презимена, али је преношена иста крсна Слава. Те се по овоме, осим по предању, може поуздано пратити веза са појединим братством. Осим Ђурђевдана братства,нарочито она касније досељена, имала су исту преславу.
Стојан Караџић и Вук Шибалић у својој књизи Дробњак, Породице у Дробњаку и њихово поријекло, сакупили су грађу о свим братствима која су живеле у Дробњаку.

## Познате личности
Дробњаци су дали многе знамените личности:
- Јауковићи: Данило Јауковић
- Мандићи: Андрија Мандић
- Машићи: Радисав Машић (публициста и бивши начелник општине Фоча), Мићо Машић (математичар)
- Крстајићи: Драга Јонаш, Младен Крстајић
- Караџићи: Вук Караџић, Радован Караџић, Шујо Караџић,
- Цвијићи: Јован Цвијић,
- Церовићи: Новица Церовић, Стојан Церовић (новинар), Стојан Церовић (професор)
- Каљевићи: Живојин Мишић,
- Миловановићи: Младен Миловановић
- Вуксановићи: Миро Вуксановић.
- Шаулићи: Јелена Шаулић (комита и учитељица)
- Tомићи: Светозар Томић (професор, историчар, географ и етнограф)
- Шљиванчани : Веселин Шњиванчанин

Такође из Дробњака су пореклом Симо Милутиновић-Сарајлија, Борислав Пекић, Јован Мемедовић
Из Ускока:
- Алексићи: Мирко Алексић

## Свети Петар Цетињски посланица Дробњацима
Посланице Митрополита Петра Првог Петровића Његоша, (Светог Петра Цетињског) Дробњацима и Жупјанима
04.априла 1817.
От Нас Владике Петра Благородним главаром и старјешинам и свијема Дробњацима и Жупјанима поздрав.
Знате како сам ја вазда учио вас и наставља на добро ваше, пошиљући међу вама моје људе и моје књиге и говорећи у свако доба да цару царево и везиру везирово и заиму заимско благо дајете и да од свакога Христијанина и Турчина с миром стојите, који ви ништа не чине, а да се од јарамазах комшицкијех и колашинскијех браните, који царске и везирске заповиједи не слушају и који су вас на сваке зле начине мучили.
И да сте ви, Дробњаци, моје књиге послушали, не ћасте бити прије похарани и попаљени и не би се сад никакве војске на вас купило. Али неколико злијех људи, који се међу вама находе, доведоше први пут војску, пак ето је и други пут воде. Ја сам ви писа м послао књигу по Милану Брку да знате што ми везир босански пише и биће ви Томан на ријечи казао што сам му говорио и моја књига каже како сам вас молио и заклињао да се прођете од свакога зла д‌јела и хајдуковине и како сам везира молио да устави војску, докле ми од вас одговор добијемо и он је и уставио, а ви нити ми одговор на књигу достависте, нити моје молбе послушасте.
Сад кликујете Брђане на помоћ; не знам на који разлог. Ја сам и Даут бегу Реџепашићу писа, молећи везира да би турску војску уставили, зашто жалим праву сиротињу. Људи ваља да зло дочекају овога и онога свијета, који свако зло самовољно чине и никога не слушају, ако им за добро говори.
Ево и сад шиљем серашћер Ченгић паши и осталој господи турској једну књигу, молећи их да праву сиромаш не ћерају, него јарамазе, који су цареву рају разагнали и зле и самовољне људи, који међу стоје да уједно ћерамо. И ако тако кћеше учинит, ја ћу, ако Бог да, у Острог доћи, а што тизи злочинци кликују Брђане, нека добро знате да је и ко мене слуша нећу рати с Турцима поради злијех људи, које сам ја молио и кумио да с миром стоје и нијесу ме кћели нигда послушат.
Ја знам да је наш Цар с турскијем Царем у мир и имам цареве заповиједи да мирно с Турцима живимо и желим тако у миру живјети и никога не задијевати, нако они нас зађеду, но не надам се да ће то учинити. Дакле, Брђани немају тамо преше, нити су ти хајдуци Брђанима ни Црногорцима... доносили по Херцеговини... преко мојијех молбах и заклетвах грабили... па нека сад отворе јунаштво сами и нека се прођу од Брђанах и нека Брђани с миром стоје да се у њихова д‌јела не мијешају. А вама осталијем сиромасима, ако моје књиге лијепијем и пријатељскијем начином писане не помогоше, нити ће ви хајдуци ни Брђани помоћи, неко један Бог, којему праву сиротињу препоручујем.

## Други о Дробњацима
(Из ауторског текста Ново Сератлића, одбјавило Удружење дурмитораца)
Послије похаре Дробњака, од стране Нуман-паше Ћуприлића 1714. године, његов лични секретар, потурчени дубровчанин, Исмаил Копорчић кришом обавјештава дубровачки Сенат и каже: "Што највише Пашу чуди то је тврдоглавост и упорност ових хајдука, који никако неће да му се поклоне, а камоли да му плаћају харач. То није раја као у другим крајевима куда смо пролазили, то су хајдуци којима гори око кад падну у Пашине руке. У највишим мукама ћуте и оштро гледају, као да стријељају. Нико не моли, него тражи. Чудан сој живи у овим литицама, гдје нико други не може да остане ни десет дана".
Један турски везир, који је покушавао да укроти Дробњак, пред смрт је рекао: „Кога Бог прокуне, а Цар га омрзне, шаљу га да у ову дивљину умре”.

## Српски ДНК пројекат о Дробњацима
Друштво српских родословаца -Порекло покренуло је пројекат под називом Српски ДНК Пројекат, са циљем да се на једном месту саберу подаци свих особа са наших простора које су урадиле Y-ДНК анализу (прапорекло по мушкој линији), те mtДНК (прапорекло по женској линији).
На основу података са којима тренутно располажу, ово друштво је објавило да највећи број мушких особа којe су пореклом из племена Дробњака припада по Y-ДНК И1 хаплогрупи, тачније подтиповима И1-ФГЦ 22045 > И1- ФГЦ 22061. И1 хаплогрупа сматра се северноевропском тачније „нордијском“ хаплогрупом јер је њено присуство највеће код cкандинавских народа и креће се од 35 до 45 % у полулацији. На основу тренутно познатих података, у српском народу ова хаплогрупа је мање заступљена и креће се oko 7% у популацији. Сви припадници И1 хаплгрупе имају заједничког мушког претка од пре 27000 година. Док они који носе наведене подтипова имају заједничког мушког претка од пре 800 година. Наведени подтипови И1-ФГЦ 22045, И1- ФГЦ 22061 за сада су евидентирани само на балканском простору, код људи који живе у Републици Србији, Републици Босни и Херцеговини, Републици Црној Гори и Републици Хрватској.
Како се ова база података буде обогаћивала, неки будући истраживачи пре свега антрополози а затим и етнолози ће можда моћи да дођу до неких нових сазнања.